# Singularity (videójáték)
A Singularity egy belső nézetes lövöldözős videójáték, melyet a Raven Software fejlesztett, és az Activision adott ki. 2010-ben jelent meg Microsoft Windows, Xbox 360, és PlayStation 3 platformokra. A játék a fejlesztők második olyan játéka, amely az Epic Games fejlesztőcég Unreal Engine 3 motorját használja (az első az X-Men Origins: Wolverine volt). A játékot a 2008-as E3 játékkonferencián jelentették be.

## Történet
|  | Alább a cselekmény részletei következnek! |

A játék a Katorga-12 nevű szigeten játszódik a hidegháború csúcsán, az 1950-es években, valamint 2010-ben. A szovjetek a 99-es kémiai elemmel ("E99") folytatnak kísérleteket, azonban egy nem várt eseményként bekövetkezik a szingularitás ("singularity") és a szovjet kormány úgy dönt, hogy elrejti a sziget létezését a világ elől. A játékos az amerikai hadsereg Nate Renko nevű katonáját irányítja, akit azért küldenek a szigetre, hogy kivizsgálja az ott érzékelt furcsa sugárzást, azonban helikoptere lezuhan. Egyedül Renko és egy társa, Devlin élik túl a zuhanást.
A játékos által irányított katona a sziget mélyébe hatol, majd megszerez egy különleges eszközt, melyet a szintén különleges E99 hajt. Ezzel a játékos az időben ugrál 1955 és 2010 között, megment egy tudóst. A játék végén három befejezés lehetséges.

## Játékmenet
A játék fő eszköze a TMD, vagyis a Time Manipulation Device (Idő Módosító Készülék). Több különböző effektet érhetünk el vele:
- Idő Visszafordítás (Age Revert): Segítségével egy kőfalat rommá dönthetünk vagy ládákat, lépcsőket vagy akár egy komplett teherhajót hozhatunk vissza az eredeti formájukra
- Időcsapda (Deadlock) : Ezzel egy gömböt csinálhatunk amibe ez ellenség beleragad és lelassul. A csapdába belelőve a golyók lelassulnak és lassítva csapódnak az ellenségbe továbbá a rakétákat is le lehet lassítani és meg lehet fogni és visszafordítani a Gearvítáció (Gravity) képességgel.
- Impulzús (Impulse) : Az impulzús képesség egy E99 Hullámot generál amely hátralöki az ellenséget továbbá a kisebbeket meg is ölheti.
- Gravitáció (Gravity): Ez a képesség a tárgyak mozgatására szolgál. El lehet vele ragadni tárgyakat távolról vagy akár a gránát és a rakétákat is meg lehet fogni és vissza fordítani
- Időfény (Chronolight) : Ez egy különleges fény amely lát néhány tárgyat a múltból és a Gravityval kombinálva át lehet húzni a jelenbe.
- Lekérdezés (Chrono Ping): Segítségével a földön kékkel láthatunk lábnyomokat, melyek segítenek tájékozódni az aktuális feladat elvégzéséhez

A játékban az élet a klasszikus életcsík-megoldás funkciónál, hogy a játékos ne rohanjon végig a pályán, hanem lassan haladva a helyszíneket felfedezve, gyógyító csomagokat keresve, gyűjtögetve játsszon.
E99 technológiák vannak elrejtve melyekkel a fegyverekhez, vagy a TMD-hez újítást, valamint lőszert is vásárolhatunk

## Befejezések
A játék végén a játékos szembesül a tudóssal, valamint a tábornokkal, akik egy kisebb szópárbaj után választási lehetőséget ajánlanak fel a játékosnak. A játékos egyedül itt határozhatja meg a végkifejletet, mivel a korábbi részeknél nincs alternatív továbbjutási lehetőség.
- Ha a játékos a tudós szavára hallgat, nekik hátat fordítva és a kezére szerelt eszközt használva visszatér a múltba, hogy megölje saját magát, miközben (a játék elején lejátszott jelenetben) a tábornokot igyekszik megmenteni, a jó[2] befejezést kapja. A játékos újra a játék elejét látja, miközben repülőgépen utaznak a szigetre, ám a sarló szobor a tudós szobrára változik, kezén a TMD-vel. A játékos megnézi a saját kezét, és látja, hogy a TMD nincs ott. Ez azt igazolja, hogy a játékos tudtában van a tetteinek, még akkor is, ha azok paradoxont okoznának. Ez természetesen nem lehetséges!
- Ha a játékos a tábornok szavára hallgat, és a tudóst öli meg, a rossz[3] befejezést kapja. Először minden idilli, egy nagyon jó hadsereget építenek ketten fel, ám amikor a tábornok rájön, hogy a játékos túlságosan erős lesz, még nála is erősebb, Amerikába utazik, és egy újfajta, minden eddiginél elsöprőbb erejű harc alakul ki, egy új hidegháború.
- Ha a játékos mindkettőjükkel végez, a csúnya[4] befejezést kapja. A folytatás szerint a katona remeteéletbe kezd, elbújik. Oroszország felbomlik, és egy új hadsereg, a Mir-12 nagy erőre tesz szert, hogy megvédje a világot a mutánsoktól, valamint, hogy elpusztítsa Renko-t.

Mind a három befejezés után láthatjuk, amikor a 2010-ben megismert, és a hajós jelenet után halottnak hitt Katya (egy Mir-12 tag) 1955-ben (a felirat szerint 1953-ban) felúszik a tengerből, sérülten a kutatóbázison egy szobába bemenve egy könyvbe ír Renkoról.
|  | Itt a vége a cselekmény részletezésének! |

## Külső hivatkozások
- Official Website
- Singularity at IGN
- Raven Software Singularity Developers Blog
- A játék magyar nyelvű végigjátszása
- A játék magyar nyelvű bemutatása